# Parafia Świętych Kosmy i Damiana w Grabie
Parafia Świętych Kosmy i Damiana w Grabie – parafia greckokatolicka w Grabie, w dekanacie sanockim archieparchii przemysko-warszawskiej. Założona w 1991.